# 凯瑟琳·特纳
凯瑟琳·特纳（英語：Kathleen Turner，1954年6月19日—），女，美国演员。曾获得金球奖最佳音乐及喜剧类电影女主角。